# Emil Hallfreðsson
En aquest nom islandès, el darrer nom és un patronímic, no pas un cognom. La manera de referir-se a aquesta persona és pel nom de pila.
Emil Hallfredsson (Hafnarfjörður, el 29 de juny de 1984) és un futbolista islandès que juga com a centrecampista o extrem esquerre amb el club Udinese de la Sèrie A.